# Comastoma tenellum
Comastoma tenellum là một loài thực vật có hoa trong họ Long đởm. Loài này được (Rottb.) Toyok. mô tả khoa học đầu tiên năm 1961.